# Cossara
Cossara o Cossura (in croato: Košara) è un isolotto disabitato della Croazia situato nel mare Adriatico a sud di Pasmano; fa parte dell'arcipelago zaratino. Amministrativamente appartiene al comune di Tuconio, nella regione zaratina. Intorno all'isola ci sono molti impianti di acquacoltura.

## Geografia
Cossara si trova a circa 1,2 km dalla costa di Pasmano e 470 m circa ad ovest di Sisagno (Žižanj). Ha una forma allungata (circa 1,7 km di lunghezza); una superficie di 0,58 km², uno sviluppo costiero di 4,08 km e un'altezza massima di 81,7 m.
L'acqua ha la profondità di 47 m nei pressi di Cossara, a sud dell'isola arriva a 70 m. Sulla costa meridionale c'è una luce di segnalazione.

### Isole adiacenti
- Langhin[11] o Langinik[5] (Lanðinić), piccolo scoglio a nord-ovest, a circa 1,4 km. Si trova a sud-est del promontorio Langin che divide la valle Zincena da porto Langin (uvala Lanðin) detta anche val Cruscevizza[12]; lo scoglio ha un'area di 5371 m²[8] e la costa lunga 299 m[8] 43°54′20″N 15°23′10″E. Lo scoglio rientra nel comune di Pasman.
- Oliveto[4], Maslignak[5] o Mazlignak[7] (Košarica o Maslinjak), isolotto lungo circa 320 m[2] a nord-est, a circa 500 m, situato tra Cossara e la costa di Pasman, ha un'area di 0,034 km²[1], la costa lunga 0,78 km[1] e l'altezza di 17 m[2] 43°53′23″N 15°24′40″E.
- Un piccolo scoglio chiamato Capo di Maslignak (Glava od Maslinjaka)[8], alto 6 m[2], si trova accanto alla punta sud-est di Oliveto; ha un'area di 1047 m²[8]43°54′01″N 15°24′22″E.
- Sisagno, a est.

### Cartografia
- (HR) Mappa topografica della Croazia 1:25000, su preglednik.arkod.hr. URL consultato il 27 febbraio 2017.
- G. Giani, Carta prospettiva delle Comuni censuarie della Dalmazia, foglio 2, 1839. Fondo Miscellanea cartografica catastale, Archivio di Stato di Trieste.
- Carta di cabottaggio del mare Adriatico, foglio VII, Milano, Istituto geografico militare, 1822-1824. URL consultato il 27 febbraio 2017 (archiviato dall'url originale il 13 aprile 2013).